# Mozów (przystanek kolejowy)
Mozów – zamknięty przystanek osobowy i ładownia w Mozowie na linii kolejowej nr 384 Sulechów – Świebodzin, w województwie lubuskim w Polsce.